# إدوارد أندرسون (لاعب رماية)
إدوارد أندرسون (بالإنجليزية: Edward Anderson)‏ هو لاعب رماية بليزي، (ولد في كوروزال تاون في بليز 1908  م).

## وصلات خارجية
- إدوارد أندرسون على موقع اللجنة الأولمبية الدولية (الإنجليزية)
- إدوارد أندرسون على موقع أوليمبيديا (الإنجليزية)